# اشکان دژآگه
اشکان دژاگه (زادهٔ ۱۴ تیر ۱۳۶۵) بازیکن فوتبال ایرانی-آلمانی است که در پست وینگر بازی می‌کرد. وی سابقه ۵۹ بازی ملی و ۱۱ گل ملی را با تیم ملی ایران در کارنامه خود دارد.
او تاکنون در تیم‌های هرتابرلین و وولفسبورگ در بوندس‌لیگا بازی کرده‌است. او در سال ۲۰۱۲ با قراردادی ۳ ساله به فولام پیوست. او در رده ملی، برای تیم‌های پایه آلمان بازی کرده‌است و در رده بزرگسالان، از لحاظ قانونی می‌توانست هم برای تیم ملی فوتبال آلمان و هم برای تیم ملی فوتبال ایران بازی کند. اما به دلیل علاقه‌ای که به ایران داشت با اینکه رسانه‌ها شانس دعوت شدن به تیم بزرگسالان آلمان را به او داده بودند برای تیم ملی ایران به میدان رفت.
از باشگاه‌هایی که اشکان دژاگه در آنها بازی کرده می‌توان به هرتابرلین، وولفسبورگ، فولام، العربی قطر، ناتینگهام فارست، تراکتور، الشحانیه و فولاد اشاره کرد.
اشکان دژاگه ۲۸ اردیبهشت ۱۴۰۳ رسما از فوتبال خداحافظی کرد.

## اوایل زندگی
دژاگه در تهران، ایران متولد شد و در سن یک سالگی به برلین، آلمان نقل مکان کرد. او در سن ۱۶ سالگی شهروند آلمان شد. او از سال ۲۰۰۱ تا ۲۰۰۹ برای تیم‌های ملی جوانان آلمان بازی کرد و در سال ۲۰۰۹ قهرمان مسابقات فوتبال زیر ۲۱ سال اروپا شد.

## زندگی شخصی
اشکان دژآگه از کردهای خراسان ایران بوده و مقیم برلین وی با همسرش (شقایق) و دخترانش (آلیا و آلیشا و آمایا) زندگی می‌کند.
دژاگه در دوران حضورش در فولام، به همراه همسر و دخترانش که نامشان روی سطوح خارجی کفش‌های نایک مرکوریال او حک شده است، در لندن، انگلستان اقامت داشت. او روی یک بازویش برلین و روی بازوی دیگرش تهران را خالکوبی کرده و عبارت «هرگز فراموش نکن اهل کجایی» را روی گردنش دارد. همسر او آذربایجانی است و در باکو بزرگ شده است.
در زندگی اجتماعی علاقه به مراسم خیریه داشته و در بیشتر آن‌ها فعالیت دارد.
اشکان دژآگه در می سال ۲۰۱۴ پروفایل دی‌ان‌ای خود را برای پژوهش و آزمایش دربارهٔ جراحت‌های ورزشی هدیه داد.

## آمار باشگاه حرفه‌ای
| عملکرد باشگاهی | عملکرد باشگاهی | عملکرد باشگاهی    | لیگ  | لیگ | کاپ               | کاپ               | قاره‌ای      | قاره‌ای      | مجموع | مجموع |
| فصل            | باشگاه         | لیگ               | بازی | گل  | بازی              | گل                | بازی        | گل          | بازی  | گل    |
| آلمان          | آلمان          | آلمان             | لیگ  | لیگ | جام حذفی آلمان    | جام حذفی آلمان    | یوفا        | یوفا        | مجموع | مجموع |
| -------------- | -------------- | ----------------- | ---- | --- | ----------------- | ----------------- | ----------- | ----------- | ----- | ----- |
| ۲۰۰۴–۰۵        | هرتابرلین      | بوندس‌لیگا         | ۱    | ۰   | ۰                 | ۰                 | —           | —           | ۱     | ۰     |
| ۲۰۰۵–۰۶        | هرتابرلین      | بوندس‌لیگا         | ۳    | ۰   | ۰                 | ۰                 | ۳           | ۰           | ۶     | ۰     |
| ۲۰۰۶–۰۷        | هرتابرلین      | بوندس‌لیگا         | ۲۲   | ۱   | ۲                 | ۰                 | ۱           | ۰           | ۲۵    | ۱     |
| ۲۰۰۷–۰۸        | وولفسبورگ      | بوندس‌لیگا         | ۳۱   | ۸   | ۵                 | ۱                 | —           | —           | ۳۶    | ۹     |
| ۲۰۰۸–۰۹        | وولفسبورگ      | بوندس‌لیگا         | ۲۷   | ۳   | ۴                 | ۱                 | ۷           | ۰           | ۳۸    | ۴     |
| ۲۰۰۹–۱۰        | وولفسبورگ      | بوندس‌لیگا         | ۲۴   | ۱   | ۱                 | ۰                 | ۸           | ۰           | ۳۳    | ۱     |
| ۲۰۱۰–۱۱        | وولفسبورگ      | بوندس‌لیگا         | ۲۳   | ۳   | ۰                 | ۰                 | —           | —           | ۲۳    | ۳     |
| ۱۲–۲۰۱۱        | وولفسبورگ      | بوندس‌لیگا         | ۲۶   | ۳   | ۱                 | ۰                 | —           | —           | ۲۷    | ۳     |
| ۲۰۱۲–۱۳        | وولفسبورگ      | بوندس‌لیگا         | ۱    | ۴   | ۰                 | ۰                 | —           | —           | ۱     | ۰     |
| انگلستان       | انگلستان       | انگلستان          | لیگ  | لیگ | جام حذفی انگلستان | جام حذفی انگلستان | جام اتحادیه | جام اتحادیه | مجموع | مجموع |
| ۱۳–۲۰۱۲        | فولام          | لیگ برتر انگلستان | ۲۱   | ۰   | ۳                 | ۰                 | —           | —           | ۲۴    | ۰     |
| ۱۴–۲۰۱۳        | فولام          | لیگ برتر انگلستان | ۱۶   | ۴   | ۲                 | ۱                 | ۱           | ۰           | ۲۰    | ۵     |
| مجموع          | آلمان          | آلمان             | ۱۵۸  | ۱۹  | ۱۳                | ۲                 | ۱۹          | ۰           | ۱۹۰   | ۲۱    |
| مجموع          | انگلستان       | انگلستان          | ۳۷   | ۴   | ۵                 | ۱                 | ۱           | ۰           | ۴۳    | ۵     |

## عملکرد باشگاهی

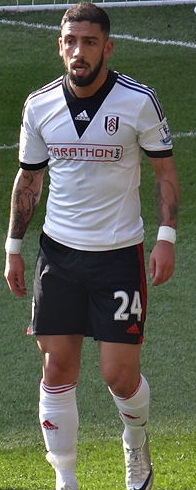
دژآگه در فولام

### ولفسبورگ
دژاگه فوتبال خود را با هرتابرلین آغاز کرد، سه فصل برای این تیم به میدان رفت و سپس راهی ولفسبورگ شد تا شش فصل با پیراهن این تیم بازی کند.
حاصل حضور دژاگه در ولفسبورگ، ۱۳۲ بازی و به ثمر رساندن ۱۸ گل بود. وی در زمان حضور خود در ولفسبورگ بازی‌های درخشانی را به نمایش گذاشت.

### فولام
دژآگه در بوندسلیگا پنج فصل را سپری کرد و بیش از ۱۵۰ بار به میدان رفت. او در ولفسبورگ موفق شد، به قهرمانی بوندسلیگا دست یابد و در موفقیت آن تیم نقش مهمی را ایفا کند. دژآگه در تابستان سال ۲۰۱۲ با نظر مارتین یول با مبلغی اعلام نشده از ولفسبورگ به فولام پیوست. دژاگه در ۴۴ بازی رسمی برای فولام ۶ گل به ثمر رساند و در مجموع بازی‌های قابل قبول و درخشانی را در لیگ برتر انگلیس به نمایش گذاشت.

### العربی
سایت باشگاه فولام با تأیید خبر انتقال اشکان دژاگه به العربی لیگ ستارگان قطر نوشت:
باشگاه انتقال اشکان دژاگه به فولام به ازای مبلغی نامعلوم را تأیید می‌کند. این بازیکن ایرانی، در طی دو سال بازی در جنوب غرب لندن، در ۴۹ بازی به میدان رفت و ۶ گل برای تیم به ثمر رساند. اشکان در دیدارهای حساس فصل قبل عملکرد فوق‌العاده‌ای را از خود بر جای گذاشت. تمام اعضا و طرفداران باشگاه فولام، از اشکان دژاگه به خاطر تلاش‌هایش در طول حضور در این تیم، تشکر می‌کنند.
سرانجام در ۲۹ ژوئیه ۲۰۱۴، دژاگه با قراردادی ۶٫۳ میلیون پوندی، راهی العربی قطر شد. او با این قرار به گران‌ترین بازیکن فوتبال ایران تبدیل شد.

### بازگشت به ولفسبورگ
دژاگه پس از دو فصل حضور در العربی قطر در نقل و انتقالات زمستانی ۲۰۱۷ به وولفسبورگ بازگشت.

## افتخارات

### باشگاهی
وولفسبورگ
- بوندسلیگا
  - قهرمان (۱): ۲۰۰۹–۲۰۰۸[۱۶]

تراکتور
جام حذفی ایران
- - قهرمان (۱): ۱۳۹۹–۱۳۹۸[۱۷]

### ملی
زیر ۲۱ سال آلمان
- جام ملت‌های اروپا زیر ۲۱ سال
  - قهرمان (۱): ۲۰۰۹[۱۸]

## عملکرد ملی

### بازی در تیم‌های ملی پایه آلمان
دژاگه در رده‌های سنی زیر ۱۷ سال، زیر ۱۹ سال و زیر ۲۱ سال برای آلمان بازی کرده‌است. او در سال ۲۰۰۹ با پیراهن شماره ۹ در بازی‌های زیر ۲۱ سال اروپا همراه با مانوئل نویر، سامی خدیرا و مسعود اوزیل برای آلمان بازی کرد و به قهرمانی رسید. دژآگه در این دوره یک گل به ثمر رساند.

#### امتناع از بازی مقابل تیم ملی جوانان اسرائیل
او قرار بود در بازی مقابل تیم ملی فوتبال جوانان اسرائیل در چارچوب رقابت‌های مقدماتی قهرمانی سال ۲۰۰۹ (میلادی) اروپا در میان تیم‌های فوتبال زیر ۲۱ ساله‌ها که در روز ۱۲ اکتبر ۲۰۰۷ برگزار می‌شد شرکت کند. اشکان پس از آگاهی از قرار گرفتن تیم ملی زیر ۲۱ ساله‌های آلمان در برابر اسرائیل، و پیش از عزیمت به اطلاع دیتر آملیتس مربی زیر ۲۱ ساله‌های آلمان رسانده بود که به دلیل پیش‌بینی‌های موجود از وضعیت اسرائیل، این تیم را برای بازی در مقابل اسرائیل همراهی نخواهد کرد. او عنوان کرد: «مربی با اصل و نسب ایرانی من آشنا است و معذوریت‌های سیاسی من را برای عدم شرکت در بازی روز جمعه درک می‌کند»
امتناع اشکان دژاگه از سفر به اسرائیل به همرا تیم ملی زیر ۲۱ سال آلمان، بازتابهای گسترده‌ای در رسانه‌های کشور آلمان داشت. پس از جنجال به‌وجود آمده، اشکان در گفتگویی با نشریه شب (Stern) چاپ آلمان اعلام کرد: «در رگهای من بیشتر خون ایرانی جاری است تا آلمانی، باید این مسئله را پذیرفت. والدین من ایرانی هستند. ایران، اسرائیل را به رسمیت نمی‌شناسد.» او همچنین در پاسخ به پرسشی گفت: «دین من اسلام است، به خداوند ایمان دارم. پیش از هر بازی خدایم را ستایش می‌کنم. این آئین من است.»
پس از اینکه برخی منابع مدعی شدند که یکی از برادرانش در باشگاه پیکان ایران بازی می‌کند در مصاحبه با اشترن Stern، عنوان کرد: «برادرم هم از اینکه برخی روزنامه‌ها نوشته بودند او در تهران زندگی می‌کند و برای باشگاه پیکان بازی می‌کند، بهت زده شده بود. او در برلین و در کنار پدر و مادرم زندگی می‌کند.»
دیتر آیلتس مربی آلمانی تیم ملی جوانان آلمان به اشپیگل گفته‌است: «اشکان برای خانواده خود اهمیت زیادی قائل است و به آنها وابسته‌است؛ و از آنجا که وی بستگان زیادی در ایران دارد، نگران است که سفر او به اسرائیل همراه با تیم آلمانی، دردسرهایی را از طرف دولت ایران برای او و خانواده اش به‌وجود آورد.»
روزنامه بیلد خواهان اخراج اشکان دژاگه شده‌است. معاون دبیرکل سازمان ارشد یهودیان آلمان، دیتر گرومن نیز به روزنامه اشپیگل گفت: «نمی توان پذیرفت که ورزشکاری در تیم ملی آلمان بخواهد یهودیان را مورد تحریم شخصی قراردهد.» سازمان یهودیان آلمان خواهان آن شده که «فدراسیون فوتبال آلمان، به آسانی از کنار این امر نگذرد.»
ولفگانگ شویبله، وزیر کشور، نیز از او به شدت انتقاد کرد. شویبله گفت: وقتی یک نفر عضو تیم ملی می‌شود دیگر مجاز نیست بگوید به دلایل سیاسی در این کشور بازی می‌کند، اما در آن کشور بازی نمی‌کند.
اشکان دژاگه بعدها گفت: که برای امتناع خود از سفر به اسرائیل هیچ انگیزهٔ سیاسی نداشته‌ام؛ و فقط به خانواده‌ام فکر می‌کردم که مبادا در ایران دچار دردسر شوند.
تمجید از دژاگه توسط رئیس سازمان تربیت بدنی، تلفیق تصاویر بازی دژاگه با تصاویر جنبش مقاومت فلسطین در تلویزیون ایران از جمله واکنش‌های ایران به اقدام دژاگه بود ولی پس از ابراز تمایل دژاگه برای بازی برگشت مقابل اسرائیل، موج حمایت از او فروکش کرد.
وی در روزهای پایانی جام جهانی و در پی بمباران نوار غزه توسط اسرائیل نیز، با انتشار عکسی در صفحه فیسبوک خود، از مردم غزه حمایت کرد.

### امکان بازی برای تیم ملی ایران
دژاگه پیشتر از حضور در ایران، از تمایل خویش برای بازی در تیم ملی فوتبال ایران سخن گفته بود. اگرچه او گوشه چشمی هم به دعوت به تیم ملی بزرگسالان آلمان داشته‌است، شانس کمی برای دعوت به تیم آلمان داشت.
مطابق قوانین فیفا تا پیش از سال ۲۰۰۹، بازیکنی که می‌توانست برای تیم ملی دو کشور بازی کند، اگر برای کشور اول در تیم بزرگسالان بازی نکرده‌بود، حداکثر تا سن ۲۱ سالگی می‌توانست برای کشور دوم بازی کند. مطابق این قانون دژآگه دیگر نمی‌توانست برای ایران بازی کند. در ژوئیه سال ۲۰۰۹، فیفا در این قانون تغییراتی داد و همچنین شرط سنی را برداشت. فیفا با تغییر ملیت دژآگه موافقت کرد و او از لحاظ قانونی توان بازی در تیم ملی فوتبال ایران را پیدا کرد.
افشین قطبی سرمربی وقت تیم ایران از دعوت او به تیم ملی خبر داد و نام وی را در فهرست ۵۰ نفره ارسالی تیم ملی فوتبال ایران برای جام ملت‌های آسیا ۲۰۱۱ قرار داد.
اما دژآگه تصمیم گرفت تیم ایران را همراهی نکند. او در این باره گفت: «من این مسئله را به دقت بررسی کردم. اگر به جام ملت‌ها می‌رفتم حداقل یک ماه حضور در ولفسبورگ را از دست می‌دادم. من می‌خواهم شانسم را اینجا امتحان کنم و در نیم فصل دوم در ترکیب اصلی تیم قرار بگیرم.»
۹ ماه بعد، کارلوس کی‌روش سرمربی بعدی تیم ملی از وی برای حضور در تیم ایران دعوت کرد.

### بازی در تیم ملی ایران

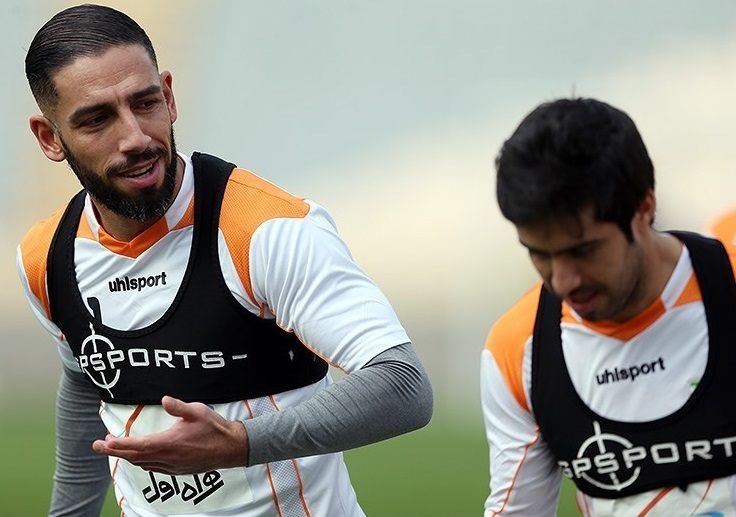
در تمرینات تیم ملی ایران

دژاگه در ۸ اسفند ۱۳۹۰ برای بازی در تیم ملی فوتبال ایران مقابل قطر از سری مسابقات هفته ششم مرحله سوم فوتبال انتخابی جام جهانی فوتبال ۲۰۱۴ در ورزشگاه آزادی، به ایران آمد. او در نخستین حضورش در ترکیب ثابت قرار گرفت و توانست در نخستین بازی ملی خود در ۱۳۹۰/۱۲/۱۰ دو گل به ثمر برساند و شروع بسیار خوبی را به نمایش بگذارد.
قابل توجه است که اشکان دژاگه در رقابت‌های جام ملتهای آسیا در دیدار با لبنان، باعث به ثمر رساندن ۳ گل (۲ پنالتی، یک پاس گل) شد که این دو پنالتی توسط نکونام به گل تبدیل گردید و بهترین بازیکن در این مسابقه نیز به حساب می‌رود. وی همچنین در دیدار مقدماتی جام ملت‌های آسیا ۲۰۱۵ برابر تایلند در بانکوک و در برابر لبنان در بیروت نیز دوگل به ثمر رساند.

## آمار ملی

### بازی‌های ملی
| ایران | ایران | ایران | ایران  |
| سال   | بازی  | گل    | پاس گل |
| ----- | ----- | ----- | ------ |
| ۲۰۱۲  | ۵     | ۲     | ۱      |
| ۲۰۱۳  | ۵     | ۲     | ۳      |
| ۲۰۱۴  | ۸     | ۰     | ۱      |
| ۲۰۱۵  | ۱۳    | ۲     | ۳      |
| ۲۰۱۶  | ۷     | ۱     | ۰      |
| ۲۰۱۷  | ۶     | ۱     | ۰      |
| ۲۰۱۸  | ۸     | ۱     | ۱      |
| ۲۰۱۹  | ۷     | ۲     | ۰      |
| مجموع | ۵۹    | ۱۱    | ۹      |

### گل‌های ملی
| شماره | تاریخ          | میزبان   | بازی ملی | حریف          | نتیجه | رقابت                        |
| ----- | -------------- | -------- | -------- | ------------- | ----- | ---------------------------- |
| ۱     | ۲۹ فوریه ۲۰۱۲  | تهران    | ۱        | قطر           | ۲–۲   | مقدماتی جام جهانی ۲۰۱۴       |
| ۲     | ۲۹ فوریه ۲۰۱۲  | تهران    | ۱        | قطر           | ۲–۲   | مقدماتی جام جهانی ۲۰۱۴       |
| ۳     | ۱۵ نوامبر ۲۰۱۳ | بانکوک   | ۹        | تایلند        | ۳–۰   | مقدماتی جام ملت‌های آسیا ۲۰۱۵ |
| ۴     | ۱۹ نوامبر ۲۰۱۳ | بیروت    | ۱۰       | لبنان         | ۴–۱   | مقدماتی جام ملت‌های آسیا ۲۰۱۵ |
| ۵     | ۳ سپتامبر ۲۰۱۵ | تهران    | ۲۶       | گوآم          | ۶–۰   | مقدماتی جام جهانی ۲۰۱۸       |
| ۶     | ۱۲ نوامبر ۲۰۱۵ | تهران    | ۳۰       | ترکمنستان     | ۳–۱   | مقدماتی جام جهانی ۲۰۱۸       |
| ۷     | ۱۰ نوامبر ۲۰۱۶ | شاه عالم | ۳۷       | پاپوآ گینهٔ نو | ۸–۱   | دوستانه                      |
| ۸     | ۹ نوامبر ۲۰۱۷  | گراتس    | ۴۳       | پاناما        | ۲–۱   | دوستانه                      |
| ۹     | ۲۸ مه ۲۰۱۸     | استانبول | ۴۵       | ترکیه         | ۱–۲   | دوستانه                      |
| ۱۰    | ۷ ژانویه ۲۰۱۹  | ابوظبی   | ۵۳       | یمن           | ۵–۰   | جام ملت‌های آسیا ۲۰۱۹         |
| ۱۱    | ۲۰ ژانویه ۲۰۱۹ | ابوظبی   | ۵۶       | عمان          | ۲–۰   | جام ملت‌های آسیا ۲۰۱۹         |

## نگارخانه

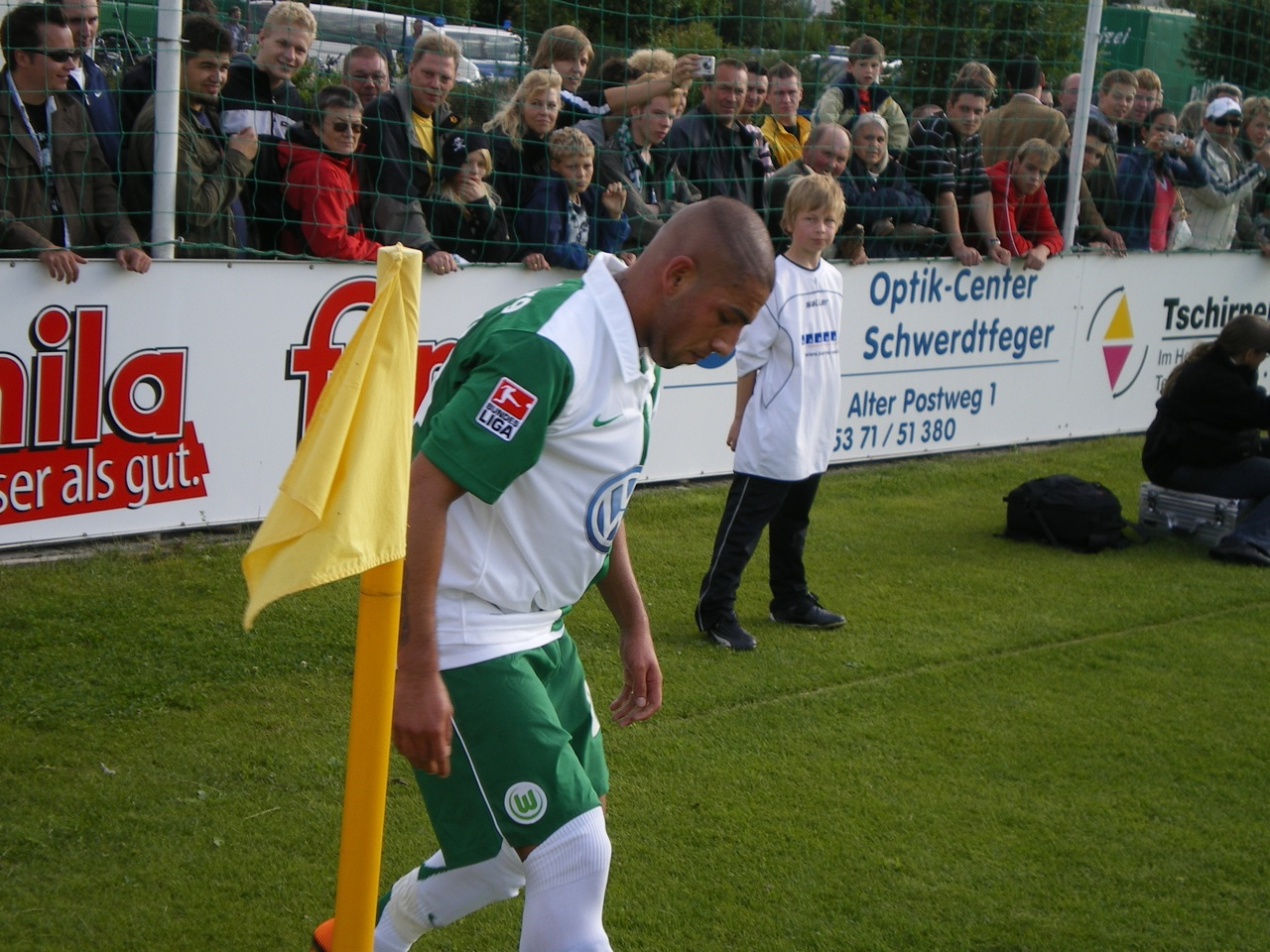
اشکان دژاگه در سال ۲۰۰۷ با لباس ولفسبورگ
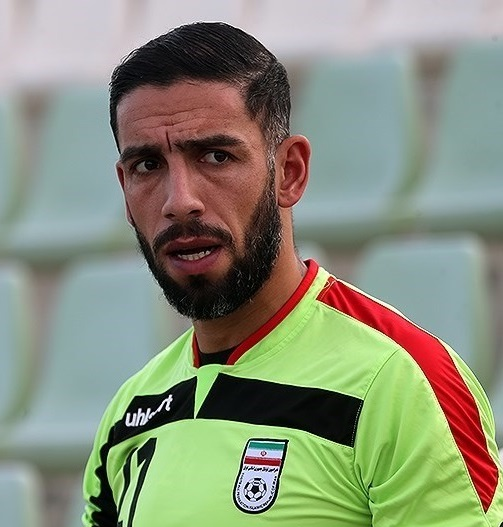
در تمرینات تیم ملی ایران
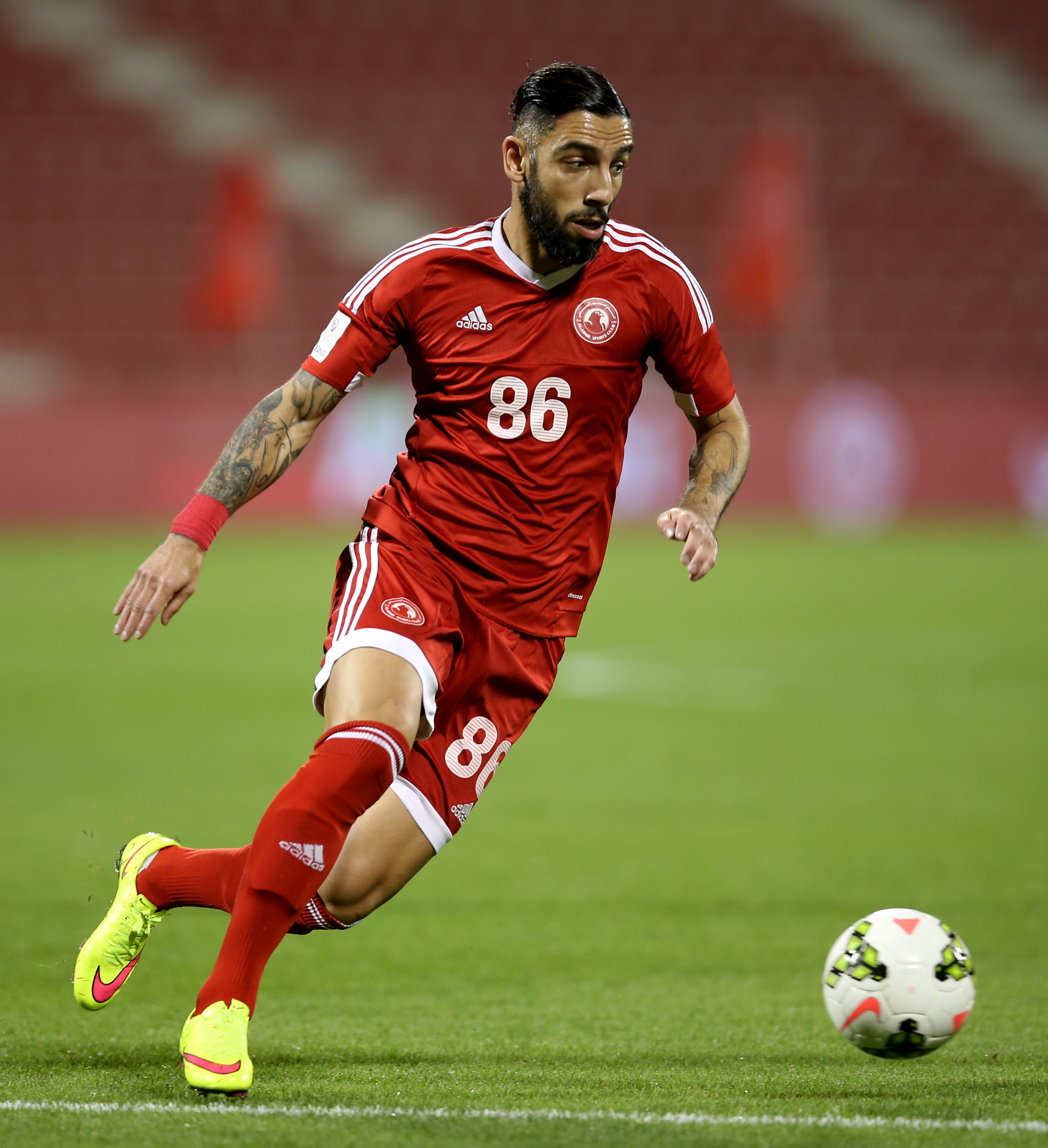
دژاگه در لباس تیم العربی لیگ ستارگان قطر ۲۰۱۵
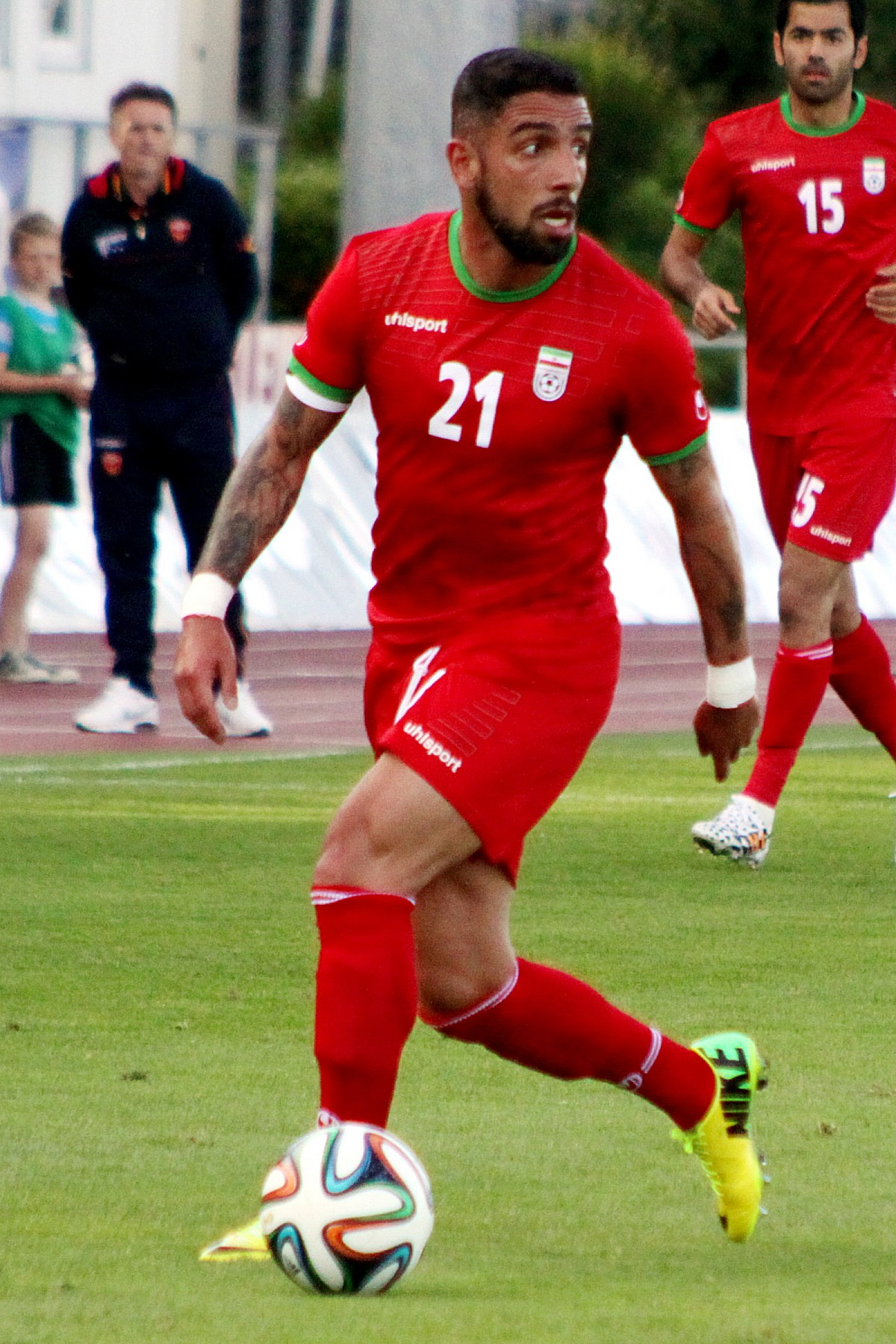
اشکان دژاگه مقابل تیم ملی فوتبال مونته‌نگرو ۲۶ مه ۲۰۱۴
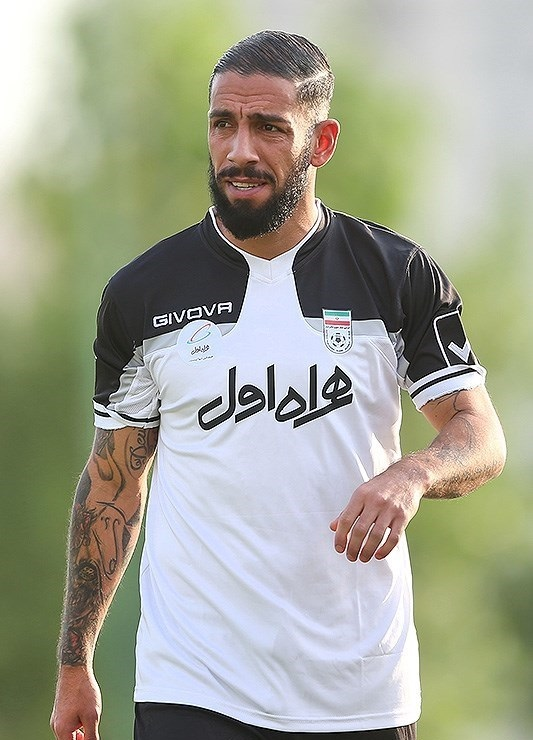
در تمرینات مقدماتی جام جهانی ۲۰۱۸ تیم ملی ایران
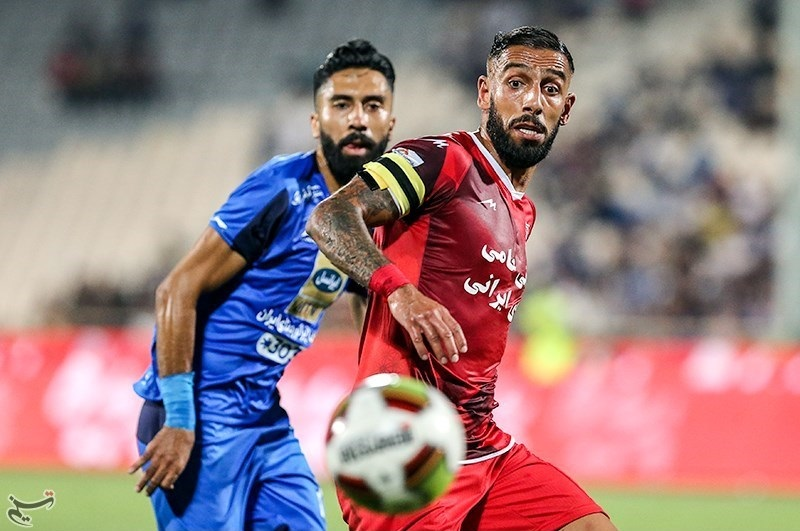
اشکان دژاگه با بازوبند کاپیتانی باشگاه فوتبال تراکتور تبریز.